# 涙

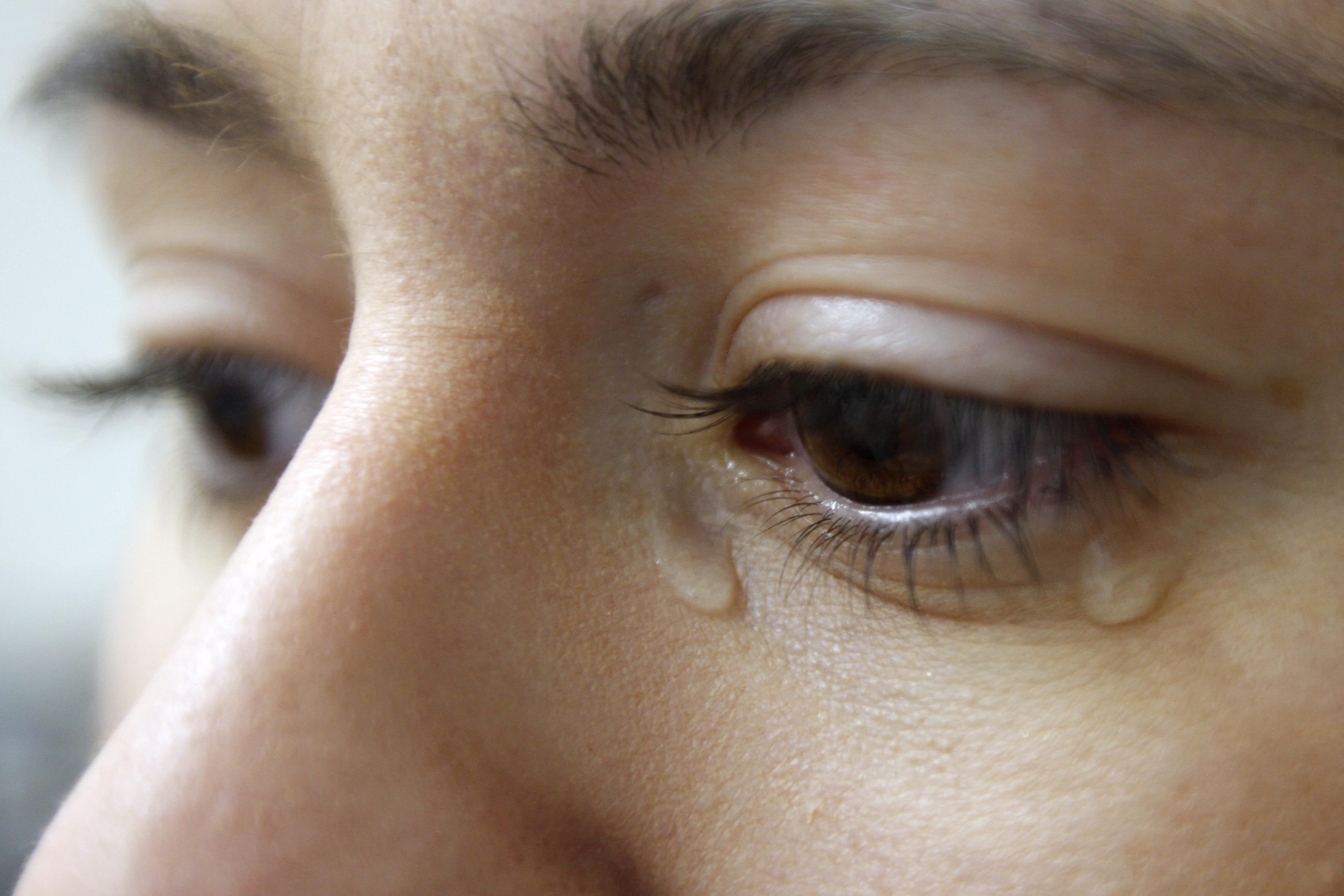
人の目と流れ出た涙

涙（なみだ、淚、涕、泪、涙液）は、目の涙腺から分泌される体液のことである。眼球の保護が主要な役割であるが、ヒト特有の現象として、感情の発現による涙を流すことがある。

## 涙液と層

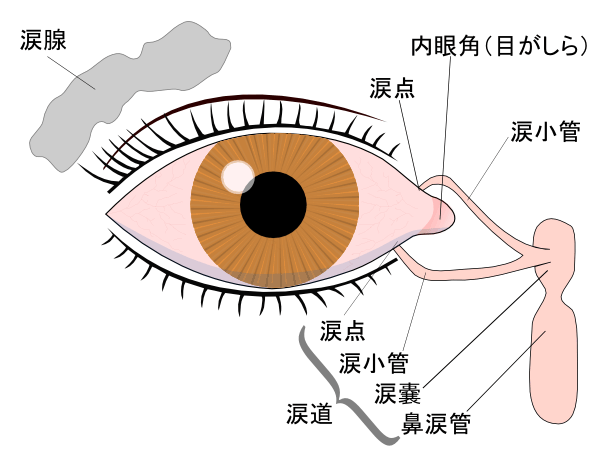
涙は涙腺で分泌される。その後 目の表面を通り、涙道を抜け、鼻をくだって最後に喉で吸収される。

涙は、涙腺内の毛細血管から得た血液から血球を除き、液体成分のみを取り出したものである。通常の分泌量は1日平均2-3cc。涙の98%は水分で、タンパク質（アルブミンやグロブリン、後述のリゾチームなど）、リン酸塩なども含有する。一般的に弱いアルカリ性の液体である。
分泌された涙液は目の表面を通過したあと涙点に入り、涙小管・涙嚢・鼻を経て、喉から再吸収される。ヒトの場合、量が多いと頬などに溢れ出て「涙を流す」「泣いている」と呼ばれる状態になる。
涙はまばたきによって目の表面に広げられ、目の表面を保護するとともに抗原物質や異物を洗い流したり、雑菌を抑制する働きがある。
涙は、油層（油性層）、水層（水性層）、ムチン層の3層で目を保護しており、この3層の合わせた厚さは平均で約10µmである。
涙の持っている抗菌成分はリゾチームという。このリゾチームは、細菌の細胞壁（ペプチドグリカン）を分解する作用を持つ。
加齢や眼の使用頻度によって涙が蒸発しやすくなったり、分泌量が減ったりすると、ドライアイと呼ばれる状態に陥る。ドライアイでは紫外線の影響を受けやすくなり、白内障の発症リスクが上がる。

## 涙の種類
涙の種類は、主に3種類に分けられると考えられている。

### 基本的な涙
健康な哺乳動物の目は、絶えず角膜を潤った状態に保ち、埃や細菌などから目を保護する役割を持つ涙を分泌する。

### 反射的な涙
タマネギを切った時に出るガスや、催涙スプレー、催涙剤、催涙弾などの異物の刺激が、角膜、結膜、または鼻粘膜を含む目の環境を刺激し、眼神経のTRPチャネルの引き金を引くことで、涙を出す反応を示す。この反応は、強い光、熱い物や刺激物を口内で感じた時、嘔吐、咳、あくびなどによっても引き起こされる。これらの反応は、目などに入った異物を洗い流すための涙である。
また花粉症の主要な症状の一つでもある。

### 感情の涙

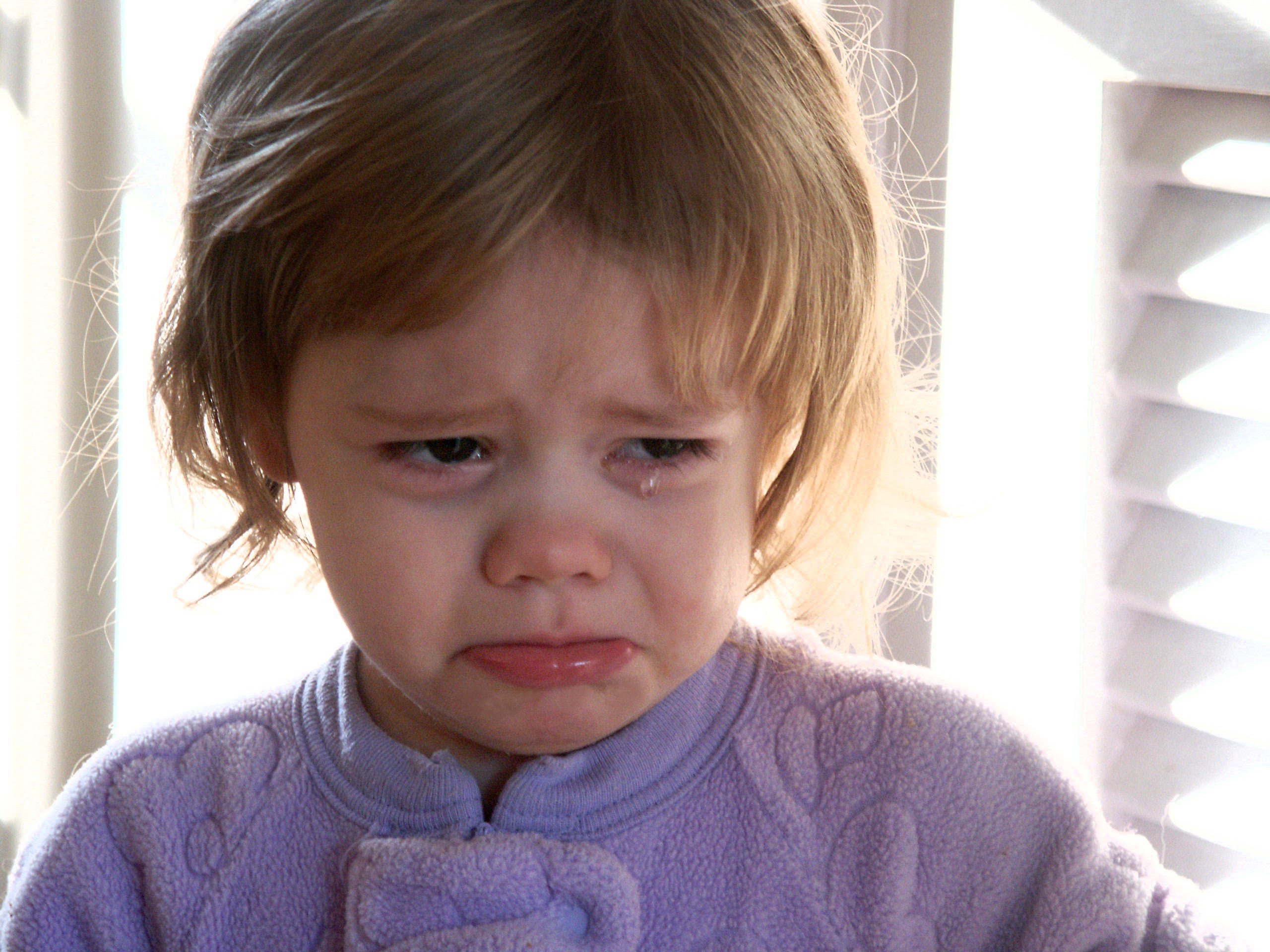
涙を流している幼児

感情が高ぶった際にも多量に分泌される。悲しい時、嬉しい時に流れることが多い。痛みを感じた時、吐き気がする時、悔しいとき、大笑いした時などに流れることもある。感情による涙の場合は通常の排出（涙点経由のもの）では間に合わず、涙が目の外へ流出する。悲しみなどによって涙を流し、声を出す一連の動きのことを「泣く」と言う。
大量の涙を流した際に出てくる鼻水は、涙が鼻涙管を経由して排出されたものである。

#### 感情と涙の関係の謎
感情が高ぶった時に人はなぜ涙を流すのかという問いに対して、生化学者のウィリアム・フレイ二世（William H. Frey II）は、涙は感情的緊張によって生じた化学物質を体外へと除去する役割があるのだろう、という仮説を提案し、自身の仮説の妥当性を調べるために実験を行った。実験の内容としては、被験者にいかにも涙を誘う映画を見せて収集した涙と、同じ被験者にタマネギをむかせて収集した涙の、成分の比較をするというものであった。80人あまりの被験者の涙の比較は、（この時点の実験で用いられた検出能力でも、少なくとも）感情による涙は、刺激による涙よりも、より高濃度のタンパク質を含んでいるということを示していた。フレイはその実験内容を含む著書を1985年に出版している。
この実験は、感情と涙の成分には何らかの関係がある、ということを示しており、フレイの仮説をおおよそ裏付ける内容となっているが、様々な種類の感情とタンパク質の関係が明らかにされているわけではないようである。
イスラエルのワイツマン科学研究所の認知神経科学者Noam Sobelらの実験で、女性の涙は男性の性的興奮を減退させ、テストステロン濃度を低下させる化学信号が含まれているという結果が得られたと発表された。ただし涙に含まれるどの成分が男性の性的反応を抑制するのかについては未解明で、さらに詳しい研究が必要である。

## 涙と文化
- 高見山（元力士） - 涙のことを「目から汗が出た」と言った最初の人物
- ワニの涙 - ワニは涙を流しながら獲物を食うという伝承から、偽善の例えとされる。また男をだます女の空涙、顔面神経麻痺の後遺症で食事中に出る涙（ボーゴラッド症、ワニの涙症候群）などでも使われる。
- 泣き女 - 外国でみられる、葬式などで雇われて号泣する演技を行う役者
- 7月3日（なみだの日）
- ぴえん - ネットスラング

### 比喩・文学的表現としての「涙」
前述のように、涙を流す行為は感情の変化によって引き起こされる。このため「涙」は、苦痛や後悔、感動といった強い感情や、それをもたらした出来事の比喩・象徴として古来使われる。感動した時の涙を「感涙」、同情などによるもらい泣きを「涙腺が緩む」、悲しみの涙を「悲涙」、強い悲しみや怒りを「血の涙（血涙）を流す」と表現することもある。日本において、悲しみを血の涙と喩えた例としては、平安時代の『伊勢物語』第40段に見られ、少なくとも11世紀には使用が確認される表現である。
涙と同じ読み方（訓読み「なみだ」、音読み「るい」）で「泪」という字を当てることもある。江戸時代に江戸に2カ所あった泪橋は、処刑場手前で罪人と別れる場として名付けられたものである。
書籍、文学作品、音楽のタイトルや文章・歌詞にもしばしば登場する。
また涙が滴として流れ落ちる形を「涙滴（teardrop）型」といい、潜水艦の船殻（en:Teardrop hull）やアクセサリーの形を表現する際に使うことがある。
映画ターミネーター2では、劇中でアーノルド・シュワルツェネッガー演ずるサイボーグT-800が、母親に対して流す主人公の涙を見て、「何故泣くんだ？」と質問するシーンがある。ストーリー終盤主人公との別れ際に、人間の涙には生命の尊厳に裏打ちされた感情表現があることを知り、「人がなぜ泣くのか、今は分かった。俺は涙を流すことはできないが」というセリフを遺し、自ら溶鉱炉に入り、消えていくシーンで結ばれている。